# Basile Bonjour
Pour les articles homonymes, voir Bonjour (homonymie).
Basile Bonjour est une série de bande dessinée française pour la jeunesse de Gwen De Bonneval avec les couleurs d'Hubert. Elle est éditée chez Delcourt dans la collection Jeunesse.

## Albums
1. Caroline, 2001
2. La Fièvre verte, 2002
3. Radio nouba, 2004